# Club Náutico Alicante Costa Blanca
El Club Náutico Alicante Costa Blanca es un club náutico situado entre la playa de La Almadraba de Albufereta y el centro urbano de Alicante, en la provincia de Alicante (España). 
Se fundó el día 27 de febrero de 1973.

## Instalaciones
Cuenta con 230 amarres deportivos, para una eslora máxima permitida de 24 metros, siendo su calado en bocana de 4 m., y servicio de combustible, agua, electricidad, y grúa.

## Distancias a puertos cercanos
- Real Club de Regatas de Alicante 3 mn
- Club Náutico de Santa Pola 23 mn
- Club Náutico de Campello 5 mn
- Club Náutico de Benidorm 19 mn
- Club Náutico de Altea 27 mn.